# Дід Іван
«Дід Іван» (також відомий як «Як Дід Іван смерть прогнав») — радянський мальований мультфільм 1939 режисера-мультиплікатора Олександра Іванова.

## Сюжет
Казка про те, як до одного старого прийшла Смерть, і перед смертю попросив він відстрочку — побачитися з синами. Побував дід Іван у гостях у кожного з трьох синів, подивився на оновлену радянську землю і повернувся додому вже з помолоділою душею — і пішла Смерть додому.

## Про мультфільм
У статті «На шляхах до великого мистецтва», обговорюючи мультфільми А. Иванова А. Иванова «Як Дід Іван смерть прогнав» та «Мисливець Федір», кінокритик В. Балашов В. Балашов писав, що у них «позитивні образи були схематичні, сюжети не відрізнялися цікавістю», але «в усіх цих фільмах було прагнення відгукнутися запити сучасності».

## Реставрація
Мультфільм був створений у двох версіях: чорно-білій та кольоровій за методом Павла Мершина. Кольоровий негатив-оригінал зберігся в архіві Держфільмофонду Росії, було відновлено та показано на Фестивалі архівного кіно «Білі стовпи — 2012» на честь 100-річчя вітчизняної анімації.